# Concórdia
Concórdia é um município brasileiro localizado no estado de Santa Catarina. Com uma população de 81.646 habitantes, é a segunda maior cidade do Oeste Catarinense, atrás apenas de Chapecó. É sede da Região Geográfica Imediata de Concórdia, situada na Região Geográfica Intermediária de Chapecó. 
Foi eleita como a cidade com o melhor índice de desenvolvimento do Estado de Santa Catarina e a 6ª melhor do Brasil pelo IFDM (Índice Firjan de Desenvolvimento Municipal) em 2017.
Foi fundado por colonizadores provenientes do Rio Grande do Sul, principalmente descendentes de italianos e alemães que haviam emigrado para o Brasil no século XIX.

## História

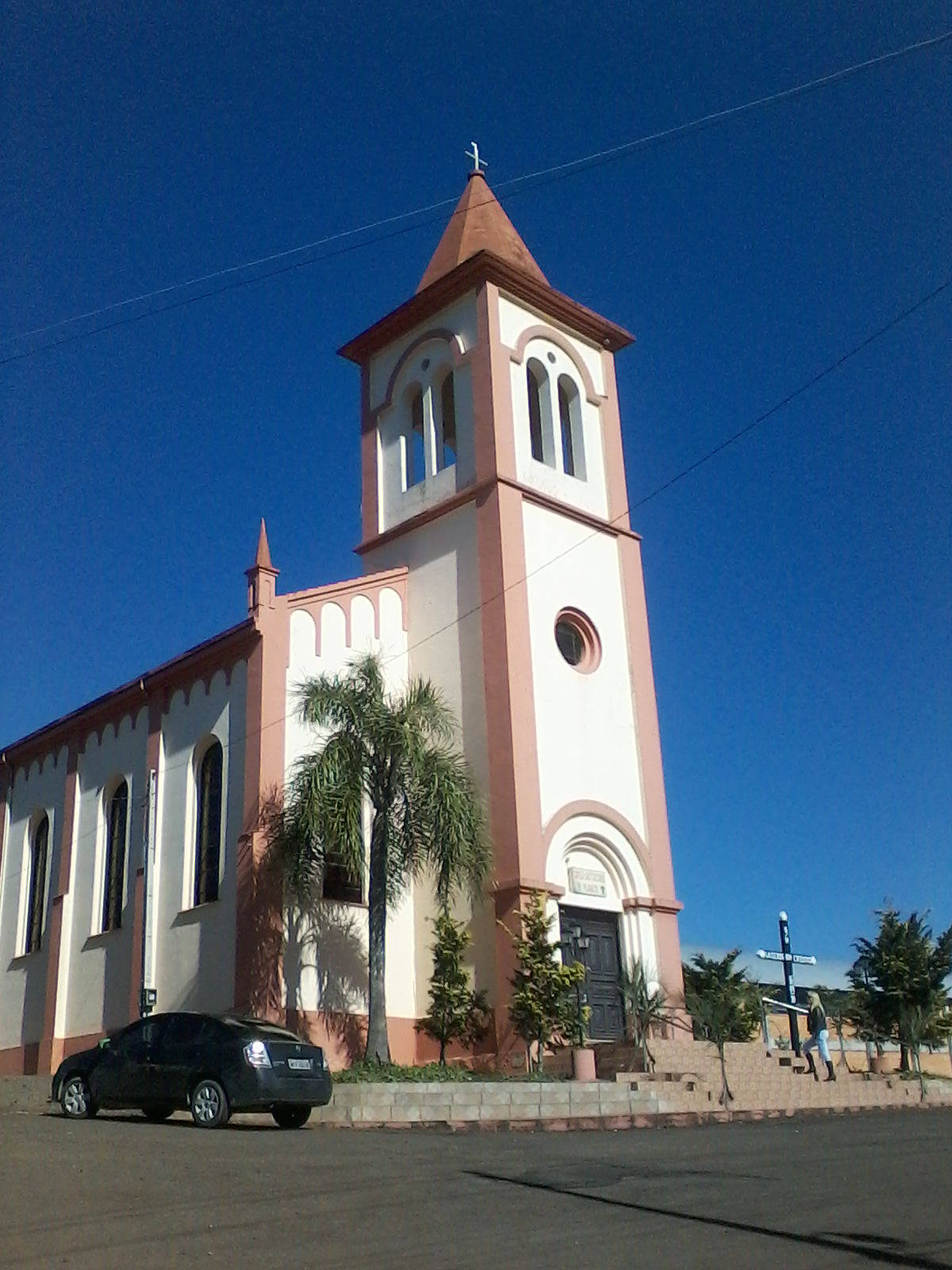
Igreja de Planalto, distrito de Concórdia

A colonização de Concórdia, como a do Meio Oeste e Oeste de Santa Catarina, passou a ser intensificada após a Guerra do Contestado, especialmente nos anos de 1920 e 1930. Nesta época os governos estadual e federal estimularam a venda de pequenas propriedades rurais aos colonos gaúchos. Até então, a região era habitada somente por caboclos.
A construção do trecho catarinense da Estrada de Ferro São Paulo - Rio Grande, pela Brasil Railway Co., iniciando em 1908 e concluído em 1910, foi preponderante para o povoamento do Meio Oeste Catarinense.
Com o objetivo de promover a colonização dessas terras, a Brazil Railway Co. constituiu uma empresa subsidiária, a Brazil Development and Colonization Company, com sede em Portland, nos Estados Unidos, autorizada a funcionar no Brasil, a partir de 13 de março de 1912. Nesta mesma época chegam os primeiros imigrantes e fundam uma pequena vila no local onde já residia o caudilho José Fabrício das Neves, considerado o pioneiro da colonização.
Em 1925, a colônia conhecida até então pelo nome de Queimados, passa a ser chamada de Colônia Concórdia, por iniciativa da Sociedade Territorial Mosele, Eberle & Ahrons Ltda.
Ao contrário do que algumas pessoas divulgam, a denominação "Concórdia" não se deve a nenhum acordo de paz para o fim da Guerra do Contestado, que aconteceu no início do século passado na região Meio Oeste de Santa Catarina. Isso pelo simples fato de que não houve qualquer acordo de paz, já que os caboclos foram dizimados pelo Exército Brasileiro e pelas forças policiais do Paraná e Santa Catarina.
O novo nome surgiu em função da necessidade de se estabelecer uma nova denominação para a vila, até então chamada de Queimados, em razão do Rio que corta todo o centro da cidade. O nome Concórdia pode estar associado sim ao espírito de pacificação que existia, sem, entretanto, que se fizesse qualquer coisa para a integração social dos caboclos que viviam na região. 
Com a aceleração no desenvolvimento da colonização, os problemas gerados pela dependência de Cruzeiro (hoje Joaçaba) tornaram-se mais evidentes. Havia também muito descontentamento pelo fato de os impostos ali gerados serem recolhidos sem que se observasse algum retorno significativo. O povo, liderado pela Companhia Mosele, fez um abaixo-assinado pedindo a criação do Distrito.
Percebendo o crescente desenvolvimento desse núcleo colonial, o prefeito de Cruzeiro, Coronel Passos Maia, embora relutante diante do pedido que poderia significar o enfraquecimento de seus limites de influência, concluiu que tal aspiração era justa e poderia resultar positivamente tanto para o povo como ao Município.
Assim, pela Lei Municipal nº 82, de 11 de agosto de 1927, a Colônia Concórdia foi elevada à categoria de Distrito. A solenidade de instalação ocorreu a 25 de setembro do mesmo ano.
Devido ao grande crescimento da cidade, diversas etnias podem ser encontradas em Concórdia, mas sua população mantém as características originais, sendo predominantemente descendente de italianos, alemães e por alguns poloneses.

## Geografia
O município de Concórdia é banhado por vários rios da bacia hidrográfica do rio Uruguai. Além do próprio Uruguai, destacam-se o Jacutinga, Rancho Grande e o Queimados que passa pelo centro da cidade, além de inúmeros outros riachos que se destacam por suas belezas. Localizado na divisa com os municípios de Irani, Lindoia do Sul, Ipumirim, Arabutã e Itá, o rio Jacutinga recebe água de uma série de afluentes, com sérios riscos de contaminação com dejetos suínos. A preocupação é maior porque é dele que Companhia Catarinense de Águas e Saneamento (CASAN) capta cerca de 80% da água que é distribuída no município.
A construção da Usina Hidrelétrica de Itá fez com que o curso do rio Uruguai em toda a extensão que banha o município de Concórdia, na divisa com o Rio Grande do Sul, se transformasse numa grande represa. O mesmo ocorreu com a parte final dos cursos de seus afluentes (incluindo Rancho Grande, Queimados e Jacutinga e o Lajeado Fragosos). Este lago possui mais de 80 km de extensão, com uma profundidade de mais de 70 metros e uma largura média superior a 500 metros.
A bandeira do município é composta por três listras verticais vermelhas (as laterais) e verde (a central). No centro da bandeira há um losango branco, com o brasão do município.

## Economia

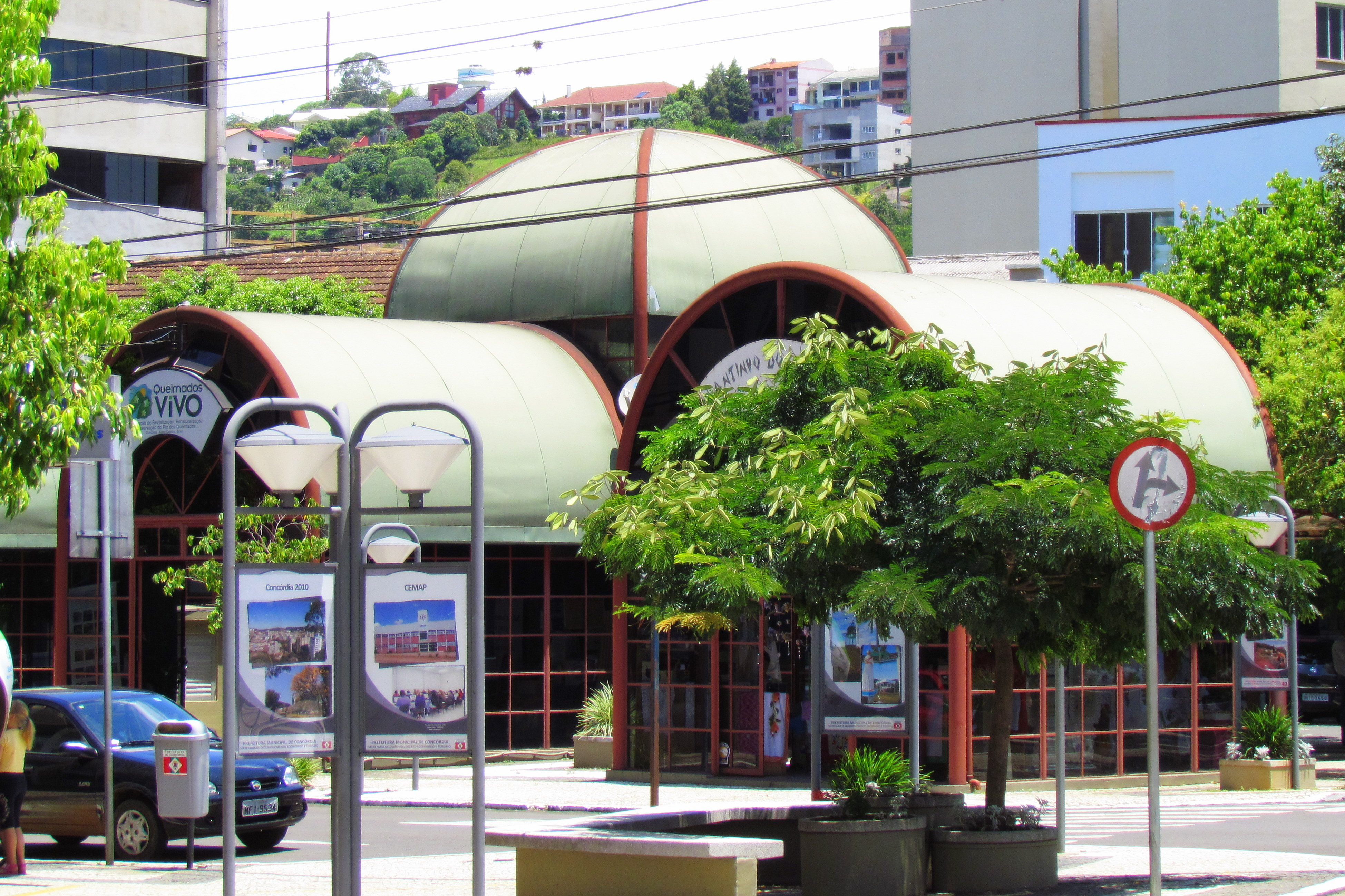
o antigo Quiosque da Rua do Comércio. Era Localizado no Calçadão, próximo à praça Dogello Goss, foi inspirado na estufa do Jardim Botânico de Curitiba e foi um dos cartões-postais da cidade até sua Demolição para a construção do novo calçadão em 2020.

A economia de Concórdia se concentra na agroindústria e na agropecuária, principalmente com a criação de suínos e aves e plantações de milho e soja em minifúndios, além de ter um comércio bem desenvolvido e que atende também os municípios vizinhos. A região de Concórdia é berço de algumas das maiores empresas frigoríficas do país. A Sadia S.A. surgiu e tem sua matriz em Concórdia. No início denominada Sociedade Anônima Concórdia, o nome Sadia surgiu da junção do "S" de Sociedade, "A" de Anônima e "DIA" de Concórdia. Em 2009, a Sadia foi incorporada pela Perdigão S.A., quando fundiram-se e passaram a ser uma única empresa, a Brasil Foods S.A., atual BRF.

## Cultura

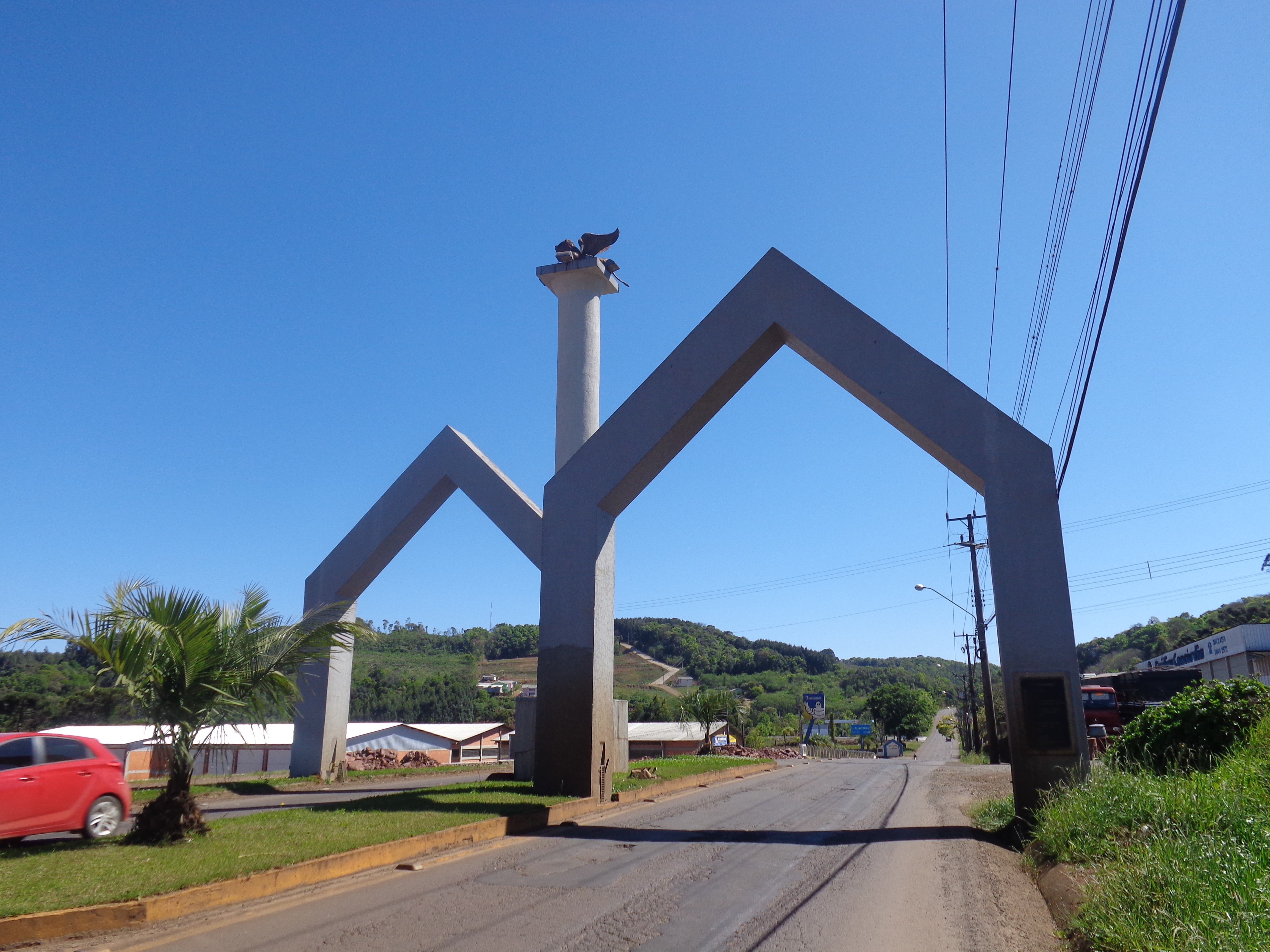
Portal de entrada de Concórdia

### Aniversário e festas
O aniversário do município é comemorado em 29 de julho, tendo em vista a emancipação político-administrativa do município ter ocorrido nesta data, em 1934. As comemorações em geral envolvem uma grande exposição de animais, indústria e comércio, shows, e um festival gastronômico baseado em carne suína. Como parte da festa do município, são oferecidos à população um bolo e uma mortadela com o comprimento, em metros, igual a idade que a cidade comemora.
Outras grandes festas que acontecem no município, são: Festa Nacional do Leitão Assado (FENAL), que acontece em julho; Expo Concórdia, que acontece de dois em dois anos em novembro; Concórdia Kerb Fest, que é uma festa estilo alemã, com muita música e comida, realizado em novembro.

#### Festa do Vizinho
É realizada todos os anos, tendo iniciado em 1997 com algumas ruas. Hoje, mais de 500 ruas participam da festa, reunindo mais de 30 mil pessoas. Nesta festa, vizinhos se reúnem e confraternizam durante um almoço, geralmente churrasco, na própria rua, que é totalmente decorada. A festa inicia-se logo de manhã e vai até o anoitecer, e normalmente são realizadas gincanas, brincadeiras e jogos. Geralmente a festa é apoiada pelas emissoras de rádio da cidade, que transmitem informações a respeito da organização da festa e distribuem brindes.

### Ensino superior
O ensino superior é outro segmento que cresceu muito nos últimos anos em Concórdia. Hoje são pelo menos 10 instituições que oferecem cursos superiores no município:
- Instituto Federal de Educação, Ciência e Tecnologia Catarinense - IFC (antigo IFET e Escola Agrotécnica)[11]
- Universidade do Contestado - UnC[12]
- Faculdade Concórdia - FACC[13]
- Fundação Adolfo Bósio de Educação no Transporte - FABET - Faculdade de Tecnologia Pedro Rogério Garcia - FATTEP[14][15]
- SENAC[16]
- SENAI[17]
- TERRA Cursos e Faculdade UNINTER[18]
- UNOPAR - CEMAP I[19]

## Cidadãos ilustres
- Leonardo Boff, teólogo brasileiro, um dos expoentes da Teologia da Libertação.
- Attilio Francisco Xavier Fontana, empresário, senador da República e fundador da Sadia
- Luiz Fernando Furlan, empresário, ex-ministro do Desenvolvimento, Indústria e Comércio Exterior e ex-presidente da Sadia.
- Darlan Romani, Atleta olímpico e medalhista pan-americano.